# Lena Zavaroni
Lena Hilda Zavaroni (4 de noviembre de 1963 – 1 de octubre de 1999) fue una cantante y presentadora de televisión escocesa. A los 10 años, con su álbum Ma! (He's Making Eyes at Me), fue la persona más joven en colocar un álbum entre los diez primeros de la lista de álbumes del Reino Unido. Más tarde protagonizó su propia serie de televisión, hizo numerosas apariciones como estrella invitada en televisión y apareció en el escenario.
Desde los 13 años, Zavaroni sufrió anorexia nerviosa y desarrolló depresión clínica cuando tenía 15 años. Tras una operación para curar su depresión, Zavaroni murió de neumonía a los 35 años, el 1 de octubre de 1999.

## Vida y carrera

### Primeros años

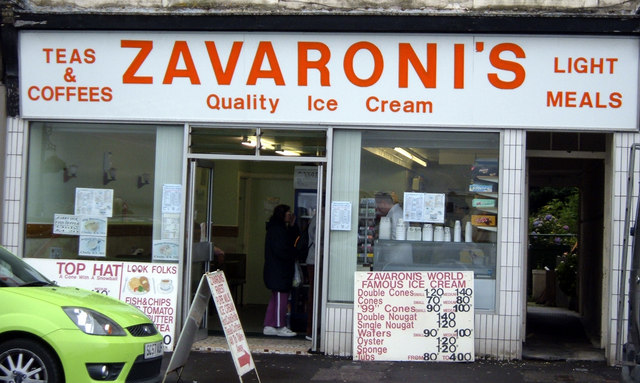
El negocio familiar de Rothesay, Zavaroni's Cafe

Zavaroni nació en Greenock, Renfrewshire, y creció en la pequeña localidad de Rothesay, en la isla de Bute. Sus padres tenían una tienda de pescado y patatas fritas. Su padre, Victor (nacido en 1939), tocaba la guitarra y su madre, Hilda (de soltera Jordan) (c. 1940 – 1989), cantaba. Su abuelo Alfredo había emigrado de Italia.
Zavaroni empezó a cantar a los dos años. Fue descubierta en el verano de 1973 por el productor discográfico Tommy Scott, que estaba de vacaciones en Rothesay y la oyó cantar en un grupo con su padre y su tío. Scott se puso en contacto con el empresario Phil Solomon, lo que llevó a su socia Dorothy Solomon a convertirse en la representante de Zavaroni.[cita requerida]

### Carrera musical
En 1974, Zavaroni apareció en Opportunity Knocks (presentado por Hughie Green) y ganó el programa durante cinco semanas consecutivas, todo un récord. A continuación publicó el álbum Ma! (He's Making Eyes at Me), una colección de estándares pop clásicos y recientes que alcanzó el número 8 en la lista de álbumes del Reino Unido. Sigue siendo la persona más joven en tener un álbum entre los 10 primeros, puesto que alcanzó a los 10 años y 146 días de edad.
Zavaroni cantó en un espectáculo benéfico en Hollywood con Frank Sinatra y Lucille Ball en 1974, en el que Ball dijo: "Eres especial. Muy especial y muy, muy bueno", aunque algunas fuentes[¿quién?] atribuyen las palabras a Sinatra. A continuación, Zavaroni actuó como invitada en The Carol Burnett Show y, el 4 de junio de 1974, en The Tonight Show. También apareció en The Morecambe and Wise Show, en el episodio del 29 de mayo de 1975 de The Wheeltappers and Shunters Social Club, en el Royal Variety Show de 1976 y actuó en la Casa Blanca para el presidente estadounidense Gerald Ford. Contratada por la compañía de soul Stax Records en Estados Unidos, Zavaroni no tuvo mucho éxito en América a pesar de los elogios y las apariciones en televisión; su álbum Ma no entró en las listas de éxitos, y su sencillo principal sólo alcanzó el número 91 en la lista Billboard Hot 100 durante cuatro semanas en el verano de 1974.[cita requerida]

### Carrera teatral y televisiva
Mientras asistía a la escuela de teatro londinense Italia Conti Academy, Zavaroni conoció a otra joven estrella, Bonnie Langford, con la que entabló una larga amistad.[cita requerida] Protagonizaron el especial de ITV Lena and Bonnie. En septiembre de 1978, la BBC emitió Lena Zavaroni on Broadway. Este episodio que fue elegido para el 1978 Golden Sea Swallow Festival, donde ganó el premio de plata.
En 1979, Zavaroni tuvo su propia serie de televisión en la BBC titulada Lena Zavaroni and Music y de 1980 a 1982 tuvo una serie de televisión titulada Lena.[cita requerida]

### Últimos años
Desde los 13 años, Zavaroni sufrió anorexia nerviosa. Mientras estudiaba en la escuela de teatro, su peso bajó a 4 stones (25,4 kg; 56,0 lb). Lo achacó a la presión que se ejercía sobre ella para que encajara en el vestuario y, al mismo tiempo, "se desarrollara como mujer". Continuó padeciendo anorexia durante toda la década de 1980.
En 1989, Zavaroni se casó con el consultor informático Peter Wiltshire. La pareja se instaló en el norte de Londres, pero se separó 18 meses después. Ese mismo año, la madre de Zavaroni, Hilda, murió de una sobredosis de tranquilizantes, y un incendio destruyó todos sus recuerdos del mundo del espectáculo.
Tras la ruptura de su matrimonio, Zavaroni se trasladó a Hoddesdon, Hertfordshire, para estar más cerca de su padre y de la segunda esposa de éste. En 1999, fue acusada de robar un paquete de 50 peniques de gelatina, pero más tarde se retiraron los cargos.

### Enfermededas mentales y muerte

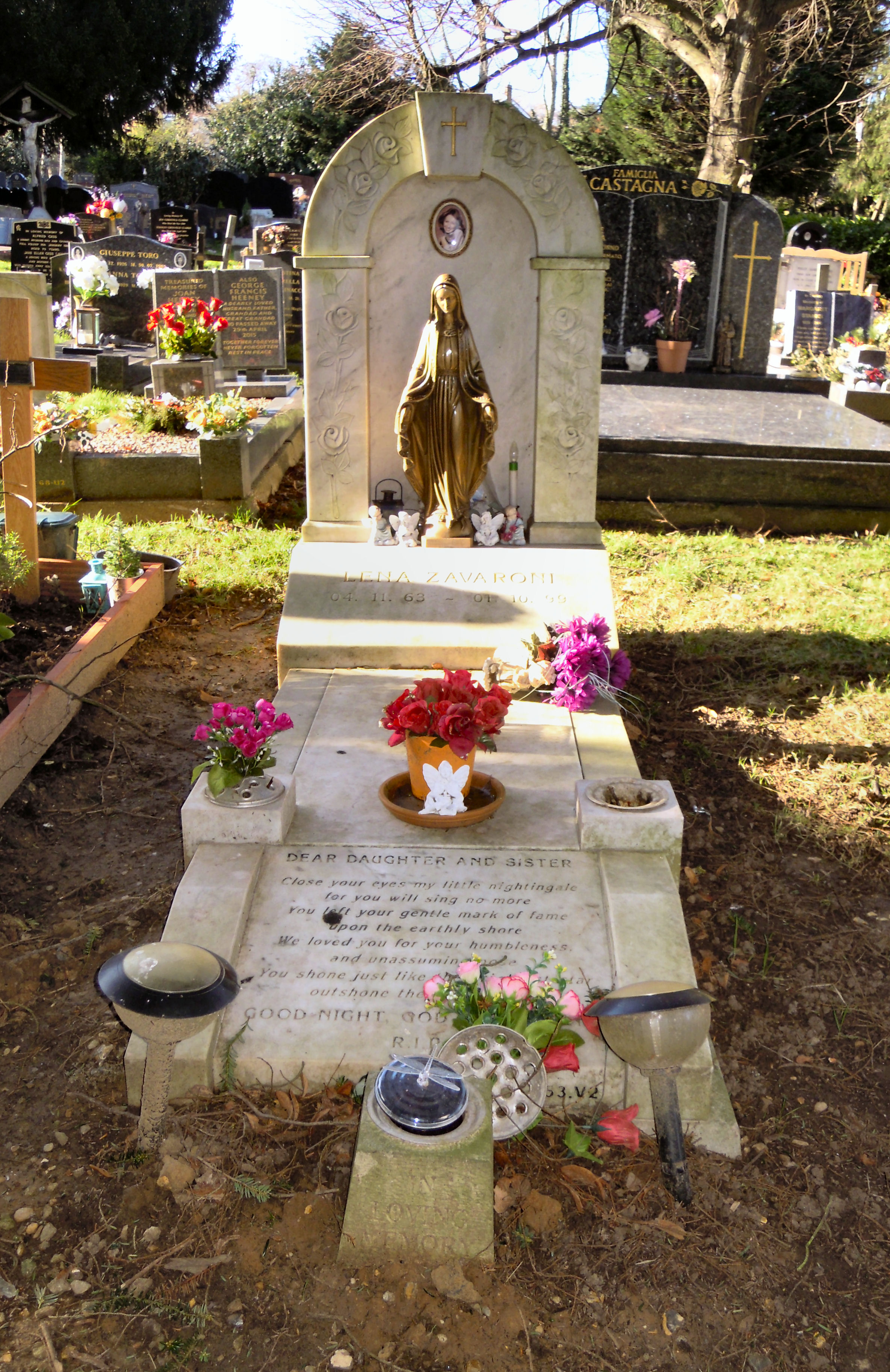
Tumba de Lena Zavaroni en el Hoddesdon Cemetery en 2018

Zavaroni se sometió a tratamientos farmacológicos y recibió terapia electroconvulsiva en un intento de acabar con su depresión. Suplicó a los médicos que la operaran para aliviar su depresión. Aunque la operación no curaría su anorexia, estaba desesperada por que se llevara a cabo y amenazó con suicidarse si no lo hacían (también tomó una sobredosis de fármacos).
En septiembre de 1999, Zavaroni ingresó en el University Hospital of Wales en Cardiff, para someterse a la operación psicoquirúrgica. Tras la operación, su estado parecía satisfactorio y, al cabo de una semana, "llamaba por teléfono, estaba alegre y conversaba", e incluso preguntó a su médico si creía que había alguna posibilidad de que volviera a cantar. Sin embargo, tres semanas después de la operación, contrajo una neumonía que hizo que su peso descendiera a menos de 5 stones (31,8 kg; 70,0 lb). Murió de bronconeumonía el 1 de octubre.
Aunque algunos informes decían que la operación era una lobotomía (también conocida como leucotomía), el hospital dijo que no lo era, y que el tratamiento estaba destinado a la depresión, y no a la anorexia, como se rumoreó en su momento.
Su funeral tuvo lugar en la Roman Catholic Church of St Augustine de Hoddesdon el 15 de octubre de 1999, y fue enterrada más tarde ese mismo día en el Hoddesdon Cemetery, en Hertfordshire.

## Legado
Un documental de BBC Scotland, Lena Zavaroni: The Forgotten Child Star, se emitió por primera vez en septiembre de 2024. Se emitió en BBC Two en diciembre de 2024.

## Discografía

### Álbumes
- Ma! (He's Making Eyes at Me)[11][12]
- If My Friends Could See Me Now
- Presenting Lena Zavaroni
- Songs Are Such Good Things
- Lena Zavaroni and Her Music
- Hold Tight, It's Lena

Recopilaciones y álbumes en directo
- The Lena Zavaroni Collection[13] – Pickwick publicó en 1976 un doble álbum, compuesto por sus dos primeros discos.
- Lena Zavaroni in South Africa

### Sencillos
| Año  | Título                         | Máximas posiciones en las listas | Máximas posiciones en las listas | Máximas posiciones en las listas | Álbumes                        |
| Año  | Título                         | UK                               | AUS                              | US                               | Álbumes                        |
| ---- | ------------------------------ | -------------------------------- | -------------------------------- | -------------------------------- | ------------------------------ |
| 1974 | "Ma! (He's Making Eyes at Me)" | 10                               | 90                               | 91                               | Ma! (He's Making Eyes at Me)   |
| 1974 | "(You've Got) Personality"     | 33                               | -                                | -                                | sencillo sin álbum             |
| 1975 | "You're Breaking My Heart"     | -                                | -                                | -                                | sencillo sin álbum             |
| 1975 | "Music Music Music"            | -                                | -                                | -                                | If My Friends Could See Me Now |
| 1975 | "Smile"                        | -                                | -                                | -                                | sencillo sin álbum             |
| 1976 | "Some of These Days"           | -                                | -                                | -                                | sencillo sin álbum             |
| 1977 | "Air Love"                     | -                                | -                                | -                                | Presenting Lena Zavaroni       |
| 1978 | "I Should've Listened to Mama" | -                                | -                                | -                                | Songs Are Such Good Things     |
| 1979 | "Somewhere South of Macon"     | -                                | -                                | -                                | sencillo sin álbum             |
| 1980 | "Jump Down Jimmy"              | -                                | -                                | -                                | sencillo sin álbum             |
| 1980 | "Will He Kiss Me Tonight?"     | -                                | -                                | -                                | sencillo sin álbum             |
| 1981 | "Roses and Rainbows"           | -                                | -                                | -                                | sencillo sin álbum             |
| 1982 | "Hold Tight!"                  | -                                | -                                | -                                | Hold Tight, It's Lena          |